# Pravo u 1402.
◄◄ | ◄ | 1399. | 1400. | 1401. | 1402.  | 1403. | 1404. | 1405. | ► | ►►
Arhitektura • Astronomija • Glazba • Knjige • Književnost • Kršćanstvo • Medicina • Pravo • Promet • Slikarstvo • Znanost
Pravo u 1402.

## Hrvatska i u Hrvata

### Događaji
- Novigradski statut

## Vanjske poveznice
|  | Zajednički poslužitelj ima još gradiva o temi Pravo |